# Skorodyt
Skorodyt – minerał z gromady arsenianów. Jest uwodnionym arsenianem żelaza. Nazwa pochodzi z języka greckiego i oznacza podobny do czosnku, gdyż podgrzany wydziela czosnkowy zapach.

## Charakterystyka
Skorodyt jest półprzezroczystym, przeświecającym lub przezroczystym minerałem, najczęściej o jasnozielonej barwie. Krystalizuje w układzie rombowym. Wykształca kryształy o pokroju bipiramidalnym, krótkosłupkowym, tabliczkowym; zazwyczaj drobne, igieł lub agregatów kulistych. Występuje w skupieniach promienistych, groniastych, włóknistych, ziarnistych, ziemistych, zbitych. oraz jako naskorupienia i naloty. Jest średniociężkim minerałem, gdyż waży 3,1-3,8 razy więcej niż taka sama ilość wody w temperaturze pokojowej. Jest dość miękki (3,5-4 w skali Mohsa). Ogrzany wydziela podobny do czosnku zapach. Barwi płomień na niebiesko. Łatwo rozpuszczalny w kwasie solnym. Częstym zanieczyszczeniem w strukturze jest glin.

## Występowanie
Jest dość rozpowszechnionym minerałem, choć rzadko występuje w większych ilościach. Powstaje w wyniku utleniania kruszców żelazo-arsenowych; często jest bezpośrednim produktem przemiany arsenopirytu. Towarzyszą mu arsenopiryt, arseniosyderyt, oliwenit, adamin, beudantyt, jarosyt, limonit, goethyt, piryt, natrojarosyt i mansfieldyt, z którym tworzy kryształy mieszane.

## Miejsce występowania
Można go znaleźć w Brazylii, Meksyku, Wielkiej Brytanii, Rosji, Uzbekistanie, Namibii, Kanadzie (Ontario), Niemczech (Rudawy), Stanach Zjednoczonych (Utah, Dakota Południowa) i Szwecji. W Polsce występuje w Złotym Stoku.

## Galeria

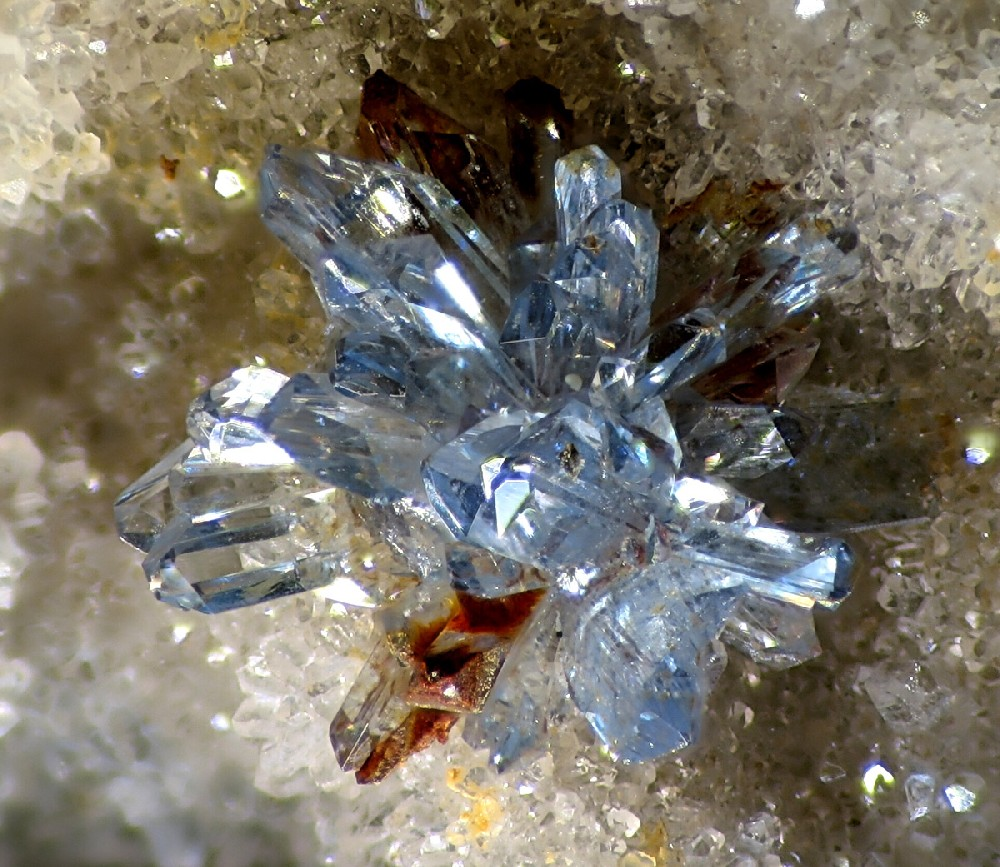
przezroczysty i jasnoniebieski okaz z Hiszpanii
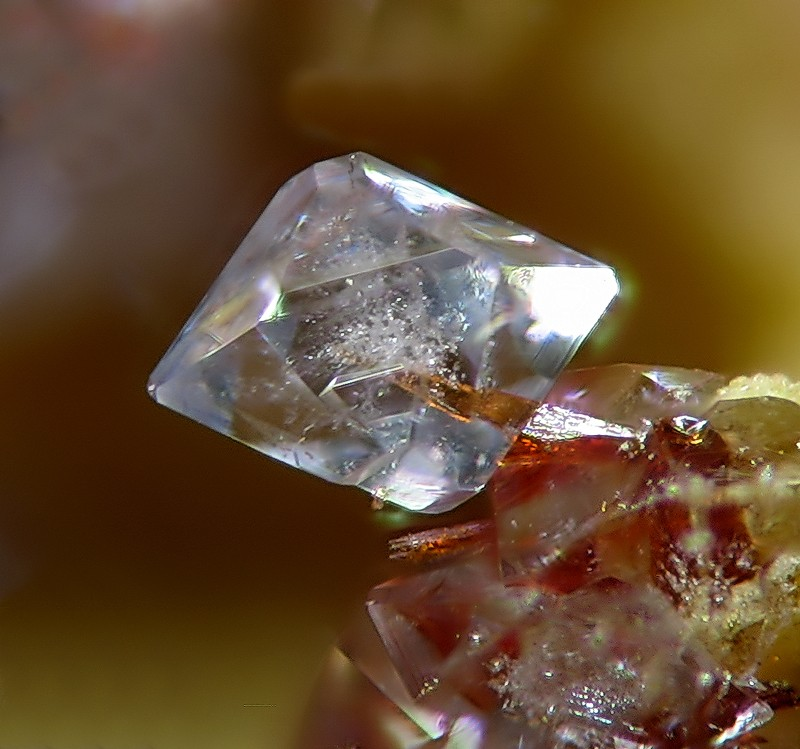
bezbarwny okaz z Portugalii